# Alter Domus Cup
Alter Domus Cup (do 2010 Luxembourg Cup) – turniej hokeja na lodzie rozgrywany pomiędzy drużynami z Luksemburga, a do 2003 roku także sąsiednich krajów; Belgii, Francji, Niemiec, a także Holandii. W 2010 zmieniono jego nazwę z Luxembourg Cup na Alter Domus Cup od nazwy głównego sponsora Alter Domus.

## Sezony i zwycięzcy
Do tej pory rozegrano czternaście edycji. Osiem razy zwyciężyła drużyna Tornado Luxembourg. Pięciokrotnie wygrywały drużyny spoza Luksemburga; po dwa razy IHC Leuven (Belgia) i Galaxians d'Amnéville II (Francja). Po jednym zwycięstwie ma niemiecki EHC Zweibrücken II i Luksemburski Lokomotiv Luxembourg.
| Sezon     | Zwycięzca                |
| --------- | ------------------------ |
| 2012/2013 | Tornado Luxembourg       |
| 2011/2012 | Tornado Luxembourg       |
| 2010/2011 | Lokomotiv Luxembourg     |
| 2006/2007 | Tornado Luxembourg       |
| 2002/2003 | Tornado Luxembourg       |
| 2001/2002 | EHC Zweibrücken II       |
| 2000/2001 | Galaxians d'Amnéville II |
| 1999/2000 | Galaxians d'Amnéville II |
| 1998/1999 | Tornado Luxembourg       |
| 1997/1998 | IHC Leuven               |
| 1996/1997 | Tornado Luxembourg       |
| 1995/1996 | Tornado Luxembourg       |
| 1994/1995 | IHC Leuven               |
| 1993/1994 | Tornado Luxembourg       |

### Najwięcej zwycięstw
| Lp. | Klub                     | Ilość zwycięstw |
| --- | ------------------------ | --------------- |
| 1.  | Tornado Luxembourg       | 8               |
| 2.  | IHC Leuven               | 2               |
| 2.  | Galaxians d'Amnéville II | 2               |
| 4.  | EHC Zweibrücken II       | 1               |
| 4.  | Lokomotiv Luxembourg     | 1               |